# Torquay (Saskatchewan)
Torquay es un pueblo canadiense situado en la provincia de Saskatchewan.

## Superficie
Torquay tiene una superficie de 1,35 km².

## Demografía
En 2021, tenía 215 habitantes, una densidad poblacional de 159,4 hab./km², y 103 viviendas.